# Federación de Fútbol de Asia Oriental
La Federación de Fútbol de Asia Oriental (EAFF, por sus siglas en inglés) es una subdivisión de países dentro de la Confederación Asiática de Fútbol del Lejano oriente. La EAFF fue fundada en 2002 por nueve de las 10 naciones que la componen en la actualidad.
Palaos fue considerada para integrarse a la federación en el año 2009. Sin embargo la AFC no aceptó el ingreso de Palaos a la confederación y por tanto esta asociación quedó sin confederación.

## Asociaciones miembro
| Asociación               | Fundación | Ingreso AFC | Ingreso FIFA | Ingreso EAFF | Selecciones |
| ------------------------ | --------- | ----------- | ------------ | ------------ | ----------- |
| Corea del Norte          | 1945      | 1974        | 1958         | 2002         | M, F        |
| Corea del Sur            | 1928      | 1954        | 1948         | 2002         | M, F        |
| China                    | 1924      | 1974        | 1931         | 2002         | M, F        |
| China Taipéi             | 1936      | 1954        | 1954         | 2002         | M, F        |
| Guam                     | 1975      | 1992        | 1996         | 2002         | M, F        |
| Hong Kong                | 1909      | 1954        | 1954         | 2002         | M, F        |
| Islas Marianas del Norte | 2005      | 2009        | [ nota 1 ]   | 2008         | M, F        |
| Japón                    | 1921      | 1954        | 1950         | 2002         | M, F        |
| Macao                    | 1939      | 1976        | 1978         | 2002         | M, F        |
| Mongolia                 | 1959      | 1998        | 1998         | 2002         | M, F        |

## Clasificación mundial de la FIFA
La clasificación mundial de la FIFA del 23 de junio de 2022 muestra a las selecciones masculinas de la EAFF:
La clasificación mundial de la FIFA del 17 de junio de 2022 muestra a las selecciones femeninas de la EAFF:
| EAFF | FIFA  | V             | Selección       | Puntos  |
| ---- | ----- | ------------- | --------------- | ------- |
| 1.º  | 24.º  | Decrecimiento | Japón           | 1552,77 |
| 2.º  | 28.º  | Crecimiento   | Corea del Sur   | 1526,2  |
| 3.º  | 78.º  | Decrecimiento | China           | 1304,02 |
| 4.º  | 112.º | Decrecimiento | Corea del Norte | 1169,96 |
| 5.º  | 145.º | Decrecimiento | Hong Kong       | 1061,15 |
| 6.º  | 157.º | Decrecimiento | China Taipéi    | 1017,78 |
| 7.º  | 182.º | Sin cambios   | Macao           | 922,1   |
| 8.º  | 184.º | Crecimiento   | Mongolia        | 913,55  |
| 9.º  | 184.º | Crecimiento   | Guam            | 838,33  |

| EAFF | FIFA  | V             | Selección       | Puntos  |
| ---- | ----- | ------------- | --------------- | ------- |
| 1.º  | 10.º  | Sin cambios   | Corea del Norte | 1940    |
| 2.º  | 13.º  | Sin cambios   | Japón           | 1910,67 |
| 3.º  | 16.º  | Sin cambios   | China           | 1858,99 |
| 4.º  | 18.º  | Decrecimiento | Corea del Sur   | 1845,01 |
| 5.º  | 40.º  | Sin cambios   | China Taipéi    | 1585,21 |
| 6.º  | 78.º  | Sin cambios   | Hong Kong       | 1307,29 |
| 7°   | 96.º  | Crecimiento   | Guam            | 1218,07 |
| 8.º  | 128.º | Sin cambios   | Mongolia        | 1111,95 |

- Las  Islas Marianas del Norte no es miembro de la FIFA, aunque en 2021 pidió el ingreso a dicha federación.
- La selección femenina de Macao no disputa partidos desde 2019 y por eso no aparece en el escalafón FIFA.

## Competencias
|                       | Torneo                               | Última edición | Campeón vigente |
| --------------------- | ------------------------------------ | -------------- | --------------- |
| Selecciones absolutas |                                      |                |                 |
|                       | Campeonato de Asia Oriental          | Japón 2022     | Japón           |
|                       | Campeonato Femenino de Asia Oriental | Japón 2022     | Japón           |
| Futsal                |                                      |                |                 |
|                       | Campeonato de Futsal de la EAFF      | Malasia 2022   | China Taipéi    |

### Torneos desaparecidos
|                       | Torneo                              | Última edición | Campeón vigente  |
| --------------------- | ----------------------------------- | -------------- | ---------------- |
| Selecciones juveniles |                                     |                |                  |
|                       | Campeonato Juvenil de Asia Oriental | Guam 2013      | Hong Kong        |
| Clubes                |                                     |                |                  |
|                       | Copa de Campeones A3                | 2007           | Shanghai Shenhua |

## Presidentes
| Nombre           | Periodo                     |
| ---------------- | --------------------------- |
| Shunichiro Okano | 2004–2006                   |
| Chung Mong-Joon  | 2006                        |
| Xie Yalong       | 2006–2008                   |
| Junji Ogura      | 2008–2010                   |
| Cho Chung-Yun    | 2011– marzo de 2013         |
| Chung Mong-Gyu   | Marzo de 2013-marzo de 2014 |
| Zhang Jian       | Abril de 2014-marzo de 2016 |
| Kozo Tashima     | Marzo de 2016-              |